# São José Basketball
São José Basketball è una società cestistica avente sede a São José dos Campos, nello Stato di San Paolo, in Brasile. La squadra, fondata nel 1948 all'interno della polisportiva Tênis Clube São José, gioca nel campionato brasiliano.

## Palmarès
- Campionato brasiliano: 1

1981
- Campionato Paulista: 5

1980, 1981, 2010, 2012, 2015